# Charles Gray (actor)
Charles Gray (n. 29 august 1928, Bournemouth, Anglia, Regatul Unit – d. 7 martie 2000, Londra, Anglia, Regatul Unit) a fost un actor englez care a fost celebru pentru roluri cum ar fi cel al răufăcătorului Blofeld din filmul Diamonds Are Forever cu James Bond, Mycroft Holmes, fratele lui Sherlock, în serialul de televiziune realizat de Granada TV, și criminalistul în The Rocky Horror Picture Show (1975).

## Educație
Gray s-a născut cu numele de Donald Marshall Gray în Bournemouth, Dorset, fiind fiul lui Maude Elizabeth (născută Marshall) și a inspectorului Donald Gray. Gray a studiat la Bournemouth School împreună cu Benny Hill, a cărui școală fusese evacuată în aceeași clădire, în timpul celui de-Al Doilea Război Mondial. Unii din prietenii săi își amintesc că pe pereții dormitorului său erau lipite imagini ale actorilor celebri ai vremii.

## Cariera teatrală
El și-a început experiența sa de actor pe scena clubului de teatru de lângă Hotelul Palace Court din Bournemouth, unde a fost un înlocuitor de ultim moment în The Beaux' Stratagem. Gray a surprins pe toată lumea, inclusiv pe el însuși, cu calitatea prestației sale.
Gray s-a mutat din Bournemouth la sfârșitul anilor 1950, iar părinții săi au rămas în casa familiei până la moartea lor. Pentru a deveni un actor profesionist, el a trebuit să își schimbe numele, deoarece exista deja un actor pe nume Donald Gray. El a ales numele de Charles Gray, pentru că Charles a fost numele bunicului matern, pentru că el a avut un prieten apropiat pe nume Charles și pentru că a crezut că suna frumos. La prima sa apariție pe Broadway, în muzicalul Kean (1961), el a fost trecut pe afiș sub numele de "Oliver Gray".

## Film și televiziune
Prin anii 1960, Gray a devenit un actor de succes și a făcut mai multe apariții la televiziunea britanică. Filmele realizate în această perioadă au inclus Danger Man cu Patrick MacGoohan și Maigret. Gray, de asemenea, a apărut alături de Laurence Olivier, în versiunea cinematografică a The Entertainer (1960) ca reporter.
Anul care l-a consacrat a fost anul 1967, când a jucat cu Peter O'Toole și Omar Sharif în filmul Noaptea generalilor, a cărui acțiune se petrece în cel de-Al Doilea Război Mondial.
În anul următor, a interpretat un ofițer australian de informații detașat la Ambasada Australiei din Tokio, Dikko Henderson, în filmul You Only Live Twice (1967) din seria cu James Bond. Patru ani mai târziu, el a apărut ca Ernst Stavro Blofeld în filmul Diamonds Are Forever din aceeași serie, în ambele filme jucând Sean Connery în rolul lui James Bond. Acestea l-au făcuit pe Gray unul dintre puținii actori care au jucat un răufăcător și un aliat al lui Bond din această serie de filme (un altul a fost Joe Don Baker).
Activitatea cea mai prolifică ca actor a fost între 1968 și 1979, când a apărut în mai mult de patruzeci de filme importante și producții de televiziune. În această perioadă, el este probabil cel mai bine cunoscut pentru portretizarea criminalistului (naratorul) în The Rocky Horror Picture Show și un personaj similar, judecător Oliver Wright, în continuarea Shock Treatment (1981). În 1983, el a jucat alături de Coral Browne și Alan Bates în premiatul film de televiziune An Englishman Abroad. În 1985, el a jucat într-un episod al serialului televiziunii BBC Bergerac, intitulat "What Dreams May Come", care a implicat și magie neagră, dispărând misterios în ultima scenă.
Alte filme cunoscute în care a jucat sunt The Devil Rides Out, Mosquito Squadron, Cromwell și The Beast Must Die.

## Activitatea ulterioară
Gray l-a interpretat pe Mycroft Holmes atât în filmul The Seven-Per-Cent Solution (1976), cât și în patru episoade ale serialului Aventurile lui Sherlock Holmes (1984-1994), în care l-a avut ca partener pe Jeremy Brett (în rolul lui Sherlock Holmes). În două episoade ale seriei finale, Memoriile lui Sherlock Holmes, el a avut rolul principal, în primul caz deoarece actorul Edward Hardwicke (interpretul dr. Watson) era ocupat cu un alt film și în al doilea caz ca urmare a bolii lui Brett.
Alte apariții la televiziune includ Blackeyes a lui Dennis Potter, The New Statesman, Thriller, Upstairs, Downstairs, Bergerac, Porterhouse Blue, plus un număr de roluri în adaptările pentru televiziune ale pieselor lui William Shakespeare.
El l-a dublat în mode regulat pe Jack Hawkins după ce laringele lui Hawkins a fost eliminat pentru a combate cancerul la gât al acestuia, deoarece vocile celor doi erau foarte asemănătoare. Un exemplu în acest sens este filmul Theatre of Blood.

## Moartea
Gray a murit de cancer la 7 martie 2000. Corpul său a fost incinerat la Crematoriul Golders Green unde a rămas cenușa sa.

## Filmografie selectivă
- Follow a Star (1959)
- Tommy the Toreador (1959)
- The Desperate Man (1959)
- The Entertainer (1960)
- Man in the Moon (1960)
- Masquerade (1965)
- Noaptea generalilor (1967)
- You Only Live Twice (1967)
- The Man Outside (1967)
- The Secret War of Harry Frigg (1968)
- The Devil Rides Out (1968)
- Mosquito Squadron (1969)
- The File of the Golden Goose (1969)
- The Executioner (1970)
- Cromwell (1970)
- Diamonds Are Forever (1971)
- Theatre of Blood (1973) (voice)
- The Beast Must Die (1974)
- The Rocky Horror Picture Show (1975)
- Seven Nights in Japan (1976)
- The Seven-Per-Cent Solution (1976)
- Silver Bears (1978)
- The Legacy (1978)
- Oglinda spartă (1980)
- Shock Treatment (1981)
- Charles & Diana: A Royal Love Story (1982)
- The Jigsaw Man (1983)
- The Tichborne Claimant (1998)